# Витали, Томазо Антонио
Томазо Антонио Витали (итал. Tomaso Antonio Vitali; 1663, Болонья — 1745, Модена) — итальянский скрипач и композитор, сын Джованни Батисты Витали.

## Биография и творчество
Томазо Антонио Витали родился в 1663 году в Модене. Его отцом был композитор Джованни Батиста Витали. Брат Томазо, Антонио (1690—1768), был скрипачом при дворе Эсте.
Томазо Антонио долгое время служил концертмейстером придворного оркестра в Модене. В 1706 году он стал членом Болонской филармонической академии.
Как и его отец, Томазо Антонио писал преимущественно камерную инструментальную музыку. Он опубликовал четыре сборника трио-сонат. В первую очередь известен как автор знаменитой «Чаконы» для скрипки и бассо континуо, однако в настоящее время авторство Витали подвергается сомнению. Возможно, на самом деле это произведение написано немецким скрипачом и композитором Фердинандом Давидом, впервые опубликовавшим «Чакону» в сборнике «Высшая школа скрипичной игры» (1872).
Дети Томазо Антонио продолжили традиции музыкальной династии Витали. Его сын Фаусто (1699—1776) был органистом в Моденском соборе с 1720 по 1738 год, а с 1750 года и вплоть до своей смерти — придворным капельмейстером в Модене. Второй сын, Романо, играл на виолончели и также был придворным музыкантом дома Эсте.